# Yannick Bolasie
Yannick Bolasie, né le 24 mai 1989 à Lyon en France, est un footballeur international congolais qui évolue au poste d'attaquant à Cruzeiro.

## Biographie

### Débuts
Bolasie commence sa carrière à Rushden & Diamonds dès l'âge de seize ans. Il passe quatre mois dans cette équipe avant de partir au club maltais du Floriana FC.
Il revient en Angleterre en 2008 à la suite d'une proposition offerte par Plymouth Argyle, et y obtient un contrat de deux ans. Il se joint à Dagenham & Redbridge pour un essai mais revient à Plymouth après un essai non concluant. En novembre 2008, il est prêté à Rushden & Diamonds et y fait ses débuts face à Eastbourne Borough le 29 novembre et apparaît sept fois en Conference National avant de revenir à Plymouth en janvier 2009. Bolasie fait l'objet de deux prêts consécutifs au Barnet FC.

### Bristol City
Yannick Bolasie s'engage avec Bristol City lors de l'été 2011. Il dispute vingt-cinq matchs toutes compétitions confondues lors de son unique saison dans le club de D2 anglaise.

### Crystal Palace
En août 2012, il s'engage pour trois ans avec Crystal Palace.
Lors de la saison 2014-2015, en novembre 2014, il se fait remarquer en réalisant une belle prestation lors d'une rencontre face à Liverpool qui s'est terminée sur le score de 3-1 en faveur de Crystal Palace. Bolasie élimine Dejan Lovren en réalisant une série de dribbles techniques et donne du fil à retordre à la défense tout au long du match. Lors du mois de décembre, le joueur congolais réalise une grande prestation contre Tottenham (victoire 2-1). Alors qu'il semble mal en point aux abords du point de corner, il se retourne brusquement, soulève le ballon dans une pichenette et laisse sur place Christian Eriksen et Roberto Soldado avant de centrer. Le 4 mars 2015, il offre deux passes décisives qui contribuent à la victoire 3-1 face aux Queens Park Rangers. Au mois d'avril, il réalise un triplé en 11 minutes contre Sunderland qui donne la victoire à son équipe,.

### Everton FC
Le 15 août 2016, Yannick Bolasie rejoint le club d'Everton pour cinq saisons. Il fait ses débuts sous le maillot des Toffees en entrant à l'heure de jeu lors de la rencontre comptant pour la deuxième journée de Premier League face à West Bromwich Albion (victoire 1-2). Le 22 octobre suivant, il marque son premier but avec Everton face à Burnley (défaite 2-1). Le 4 décembre 2016, le milieu congolais est contraint de sortir sur blessure face à Manchester United (1-1). Les ligaments du genou sont touchés et Bolasie doit se faire opérer. Le 4 janvier suivant, l'entraîneur d'Everton Ronald Koeman annonce qu'il faudra entre onze et douze mois avant que Yannick Bolasie ne fasse son retour.
Le 26 décembre 2017, le milieu congolais fait son retour sur les terrains de Premier League plus d'un an après sa blessure au genou en étant titularisé face à West Bromwich Albion. Il inscrit un but en dix-sept matchs lors de la seconde partie de la saison 2017-2018.

### Prêt à Aston Villa
Le 25 août 2018, Bolasie est prêté pour une saison à Aston Villa. Il inscrit deux buts en vingt-et-un matchs de championnat avant de réintégrer plus tôt que prévu l'effectif d'Everton en janvier 2019.

### Prêt à Anderlecht
Le 31 janvier 2019, Bolasie est prêté au RSC Anderlecht jusqu'à la fin de la saison. Il inscrit six buts en dix-sept matchs de championnat sous le maillot du club belge.

### Prêt au Sporting CP
Le 2 septembre 2019, Bolasie est de nouveau prêté, cette fois pour une saison au Sporting CP.

### Sélection nationale
Né en France et ayant grandi en Angleterre, il choisit de porter les couleurs de la République démocratique du Congo. Le sélectionneur français Claude Le Roy fait alors appel à lui pour disputer la Coupe d'Afrique des nations 2013 en Afrique du Sud, mais Bolasie y renonce, choisissant de rester disponible pour son club de Crystal Palace, alors candidat à la montée en Premier League et pour lequel il est un élément très important. Il sera d'ailleurs élu dans l'équipe type du Championship à la fin de la saison. En mars 2013, Il fait officiellement ses débuts avec la République démocratique du Congo, lors d'un match comptant pour les éliminatoires de la Coupe du monde 2014, contre la Libye.
Il participe à la CAN 2015 durant laquelle il est élu homme du match dès la première rencontre face à la Zambie (1-1) il est d'ailleurs l'auteur du but congolais. Lors du quart de finale opposant son pays la République démocratique du Congo au Congo, il réalise une belle prestation et est nommé homme du match pour la seconde fois lors de cette compétition.
Alors qu'il participe aux qualifications pour la CAN 2017 ainsi qu'au début des éliminatoires de la Coupe du monde 2018, il est contraint de déclarer forfait pour la CAN 2017 à cause de sa blessure contractée début décembre 2016 avec Everton.
Bolasie fait partie des vingt-trois joueurs congolais sélectionnée pour participer à la CAN 2019. La République démocratique du Congo est éliminée au stade des huitièmes de finale par Madagascar.

### Vie privée
Né en France dans la ville de Lyon, de parents zaïrois, sa famille déménage en Angleterre alors qu'il est âgé de sept mois. Il grandit dans le quartier londonien de Lewisham.
Lomana LuaLua, Kazenga LuaLua et Trésor Kandol sont ses cousins,,. À ses heures perdues, il rappe. Il s'est marié le 28 mai 2016. C'est d'ailleurs pour cette raison qu'il n'était pas présent lors du match amical se déroulant en Italie et opposant la République démocratique du Congo à la Roumanie, le 25 mai 2016.

## Statistiques en club
| Saison                | Club                      | Championnat           | Championnat | Championnat | Championnat | Coupe nationale | Coupe nationale | Coupe nationale | Coupe de la Ligue | Coupe de la Ligue | Coupe de la Ligue | Compétition(s) continentale(s) | Compétition(s) continentale(s) | Compétition(s) continentale(s) | Compétition(s) continentale(s) | Autres compétitions | Autres compétitions | Autres compétitions | RD Congo | RD Congo | RD Congo | Total | Total | Total |
| Saison                | Club                      | Division              | M.          | B.          | P.d.        | M.              | B.              | P.d.            | M.                | B.                | P.d.              | Comp.                          | M.                             | B.                             | P.d.                           | M.                  | B.                  | P.d.                | M.       | B.       | P.d.     | M.    | B.    | P.d.  |
| 2009-2010             | Plymouth Argyle           | Championship          | 16          | 1           | 2           | -               | -               | -               | -                 | -                 | -                 | -                              | -                              | -                              | -                              | 2                   | 0                   | 0                   | -        | -        | -        | 18    | 1     | 2     |
| 2010-2011             | Plymouth Argyle           | League One            | 35          | 7           | 0           | 1               | 0               | 0               | -                 | -                 | -                 | -                              | -                              | -                              | -                              | -                   | -                   | -                   | -        | -        | -        | 36    | 7     | 0     |
| Sous-total            | Sous-total                | Sous-total            | 51          | 8           | 2           | 1               | 0               | 0               | -                 | -                 | -                 | -                              | -                              | -                              | -                              | 2                   | 0                   | 0                   | -        | -        | -        | 54    | 8     | 2     |
| 2008-2009             | Rushden & Diamonds (prêt) | Conference            | 7           | 0           | 1           | -               | -               | -               | -                 | -                 | -                 | -                              | -                              | -                              | -                              | -                   | -                   | -                   | -        | -        | -        | 7     | 0     | 1     |
| 2008-2009             | Barnet FC (prêt)          | League Two            | 20          | 3           | 1           | -               | -               | -               | -                 | -                 | -                 | -                              | -                              | -                              | -                              | -                   | -                   | -                   | -        | -        | -        | 20    | 3     | 1     |
| 2009-2010             | Barnet FC (prêt)          | League Two            | 22          | 2           | 2           | 3               | 0               | 0               | 1                 | 0                 | 0                 | -                              | -                              | -                              | -                              | 2                   | 0                   | 0                   | -        | -        | -        | 28    | 2     | 2     |
| Sous-total            | Sous-total                | Sous-total            | 49          | 5           | 4           | 3               | 0               | 0               | 1                 | 0                 | 0                 | -                              | -                              | -                              | -                              | 2                   | 0                   | 0                   | -        | -        | -        | 55    | 5     | 4     |
| 2011-2012             | Bristol City              | Championship          | 23          | 1           | 0           | 1               | 0               | 0               | -                 | -                 | -                 | -                              | -                              | -                              | -                              | -                   | -                   | -                   | -        | -        | -        | 24    | 1     | 0     |
| 2012-2013             | Bristol City              | Championship          | -           | -           | -           | -               | -               | -               | 1                 | 0                 | 0                 | -                              | -                              | -                              | -                              | -                   | -                   | -                   | -        | -        | -        | 1     | 0     | 0     |
| Sous-total            | Sous-total                | Sous-total            | 23          | 1           | 0           | 1               | 0               | 0               | 1                 | 0                 | 0                 | -                              | -                              | -                              | -                              | -                   | -                   | -                   | -        | -        | -        | 25    | 1     | 0     |
| 2012-2013             | Crystal Palace            | Championship          | 43          | 3           | 8           | 2               | 0               | 0               | -                 | -                 | -                 | -                              | -                              | -                              | -                              | 2                   | 0                   | 1                   | 3        | 0        | 0        | 50    | 3     | 9     |
| 2013-2014             | Crystal Palace            | Premier League        | 29          | 0           | 4           | 1               | 0               | 1               | -                 | -                 | -                 | -                              | -                              | -                              | -                              | -                   | -                   | -                   | -        | -        | -        | 30    | 0     | 5     |
| 2014-2015             | Crystal Palace            | Premier League        | 34          | 4           | 6           | 1               | 0               | 0               | -                 | -                 | -                 | -                              | -                              | -                              | -                              | -                   | -                   | -                   | 16       | 4        | 1        | 51    | 8     | 7     |
| 2015-2016             | Crystal Palace            | Premier League        | 26          | 5           | 3           | 4               | 1               | 0               | 1                 | 0                 | 1                 | -                              | -                              | -                              | -                              | -                   | -                   | -                   | 9        | 3        | 0        | 40    | 9     | 4     |
| 2016-2017             | Crystal Palace            | Premier League        | 1           | 0           | 0           | -               | -               | -               | -                 | -                 | -                 | -                              | -                              | -                              | -                              | -                   | -                   | -                   | -        | -        | -        | 1     | 0     | 0     |
| Sous-total            | Sous-total                | Sous-total            | 133         | 12          | 21          | 8               | 1               | 1               | 1                 | 0                 | 1                 | -                              | -                              | -                              | -                              | 2                   | 0                   | 1                   | 28       | 7        | 1        | 172   | 20    | 25    |
| 2016-2017             | Everton FC                | Premier League        | 13          | 1           | 4           | -               | -               | -               | 2                 | 0                 | 0                 | -                              | -                              | -                              | -                              | -                   | -                   | -                   | 4        | 1        | 1        | 19    | 2     | 5     |
| 2017-2018             | Everton FC                | Premier League        | 16          | 1           | 0           | 1               | 0               | 0               | -                 | -                 | -                 | -                              | -                              | -                              | -                              | -                   | -                   | -                   | 1        | 0        | 0        | 18    | 1     | 0     |
| Sous-total            | Sous-total                | Sous-total            | 29          | 2           | 4           | 1               | 0               | 0               | 2                 | 0                 | 0                 | -                              | -                              | -                              | -                              | -                   | -                   | -                   | 5        | 1        | 1        | 37    | 3     | 5     |
| 2018-2019             | Aston Villa (prêt)        | Championship          | 21          | 2           | 4           | -               | -               | -               | -                 | -                 | -                 | -                              | -                              | -                              | -                              | -                   | -                   | -                   | 3        | 1        | 0        | 24    | 3     | 4     |
| 2018-2019             | RSC Anderlecht (prêt)     | Jupiler Pro League    | 17          | 6           | 3           | -               | -               | -               | -                 | -                 | -                 | -                              | -                              | -                              | -                              | -                   | -                   | -                   | 5        | 0        | 0        | 22    | 6     | 3     |
| 2019-2020             | Sporting CP (prêt)        | Liga Sagres           | 14          | 1           | 0           | -               | -               | -               | 3                 | 0                 | 0                 | C3                             | 7                              | 1                              | 1                              | -                   | -                   | -                   | 2        | 0        | 1        | 26    | 2     | 2     |
| 2020-2021             | Middlesbrough FC (prêt)   | Championship          | 15          | 3           | 4           | -               | -               | -               | -                 | -                 | -                 | -                              | -                              | -                              | -                              | -                   | -                   | -                   | -        | -        | -        | 15    | 3     | 4     |
| Sous-total            | Sous-total                | Sous-total            | 67          | 12          | 11          | -               | -               | -               | 3                 | 0                 | 0                 | -                              | 7                              | 1                              | 1                              | -                   | -                   | -                   | 10       | 1        | 1        | 87    | 14    | 13    |
| Total sur la carrière | Total sur la carrière     | Total sur la carrière | 352         | 40          | 42          | 14              | 1               | 1               | 8                 | 0                 | 1                 | -                              | 7                              | 1                              | 1                              | 6                   | 0                   | 1                   | 43       | 9        | 3        | 430   | 51    | 49    |

## Palmarès
- Crystal Palace
  - Finaliste de la Coupe d'Angleterre en 2016.

## Distinction personnelle
- Membre de l'équipe-type de D2 anglaise en 2013.